# Miroir (album)
 (décembre 2014).
Pour les articles homonymes, voir Miroir (homonymie).
Albums de Marie-Mai
Version 3.0
(2009) M
(2014)
Singles
1. Sans cri ni haine
Sortie : 22 février 2012
2. C.O.B.R.A.
Sortie : 5 septembre 2012
3. Jamais ailleurs
Sortie : 28 novembre 2012
4. Je cours
Sortie : 31 mai 2013
5. Différents
Sortie : 9 septembre 2013

Miroir est le quatrième album de l'auteure-compositrice-interprète Marie-Mai, sorti le 17 septembre 2012

## Historique
Trois ans presque jour pour jour après le lancement de son album Version 3.0, c'est à l'Olympia de Montréal que Marie-Mai lance Miroir. L'album qui contient 14 chansons est réalisé par la chanteuse et son conjoint, Fred St-Gelais.Ils en signent aussi la plupart des titres. L'album connaît un succès considérable, s'écoulant à 20 000 exemplaires dans sa première en magasin. À la radio, Sans cri ni haine version française de la chanson Call Your Girlfriend de la chanteuse suédoise Robyn, enregistrée à la demande de Warner Music France, règne en tête des palmarès québécois durant sept semaines. Les deuxième et troisième extraits, C.O.B.R.A. et Jamais ailleurs, arrive aussi à se hisser en première place pour y rester respectivement cinq et trois semaines,. Un an après sa parution, l'album s’est écoulé à plus de 80 000 exemplaires et est certifié platine. Les représentants de Musicor et de Productions J, accompagnés de fans, surprennent Marie-Mai sur scène au Théâtre Lionel-Groulx de Sainte-Thérèse pour lui remettre le disque platine lors d'un spectacle de la Tournée Miroir . Cette tournée Marie-Mai dédie la chanson Différents à ses fans en guise de message d'espoir et d’encouragement « à tous ceux qui se sentent différents et marginaux dans la société ». À la demande de Warner Music France, Marie-Mai enregistre une reprise de la chanson Call Your Girlfriend de la chanteuse Robyn pour son public français.
Du 18 janvier 2013 au 3 mai 2014, Marie-Mai fait la promotion de l'album avec la Tournée Miroir.

## Réception critique
Pour cet album, Émilie Côté de La Presse, lui a décerné 3 étoiles et demi sur 5. Elle considère l'album comme d'être sur la bonne voie : « Marie-Mai plaira encore aux radios commerciales, mais avec Miroir, elle diversifie et pousse son song-writing plus loin, démontrant qu'elle peut faire du pop rock mélodique et pas seulement de l'électro-pop éclaté. »

## Liste des titres
Toutes les chansons sont écrites et composées par Marie-Mai.
| No  | Titre                  | Durée |
| --- | ---------------------- | ----- |
| 1.  | C.O.B.R.A.             | 3:26  |
| 2.  | Indestructible toi     | 3:20  |
| 3.  | Jamais ailleurs        | 3:22  |
| 4.  | Différents             | 3:28  |
| 5.  | Je rêve de nous        | 3:40  |
| 6.  | Si les mots            | 4:14  |
| 7.  | Toujours là            | 3:16  |
| 8.  | Heart Attack           | 2:56  |
| 9.  | Je cours               | 3:33  |
| 10. | Survivants, solitaires | 3:45  |
| 11. | Laissez-moi dormir     | 3:24  |
| 12. | Young & Wired          | 2:44  |
| 13. | Sans cri ni haine      | 3:46  |
| 14. | Riptide                | 4:07  |

## Certification
| Pays   | Association  | Certification | Ventes/Équivalence |
| ------ | ------------ | ------------- | ------------------ |
| Canada | Music Canada | platine       | 80 000             |